# Ификрат
Ификра́т (др.-греч. Ἰφικράτης; V—IV века до н. э.) — древнегреческий военачальник, командующий афинскими отрядами наёмников.
Ификрат участвовал во множестве военных конфликтов от Керкиры на западе до Геллеспонта на востоке, Фракии на севере и Египта на юге. Ещё при жизни приобрёл славу выдающегося военачальника, в котором сочетались проницательность, личная доблесть и благоразумие. С именем Ификрата связана военная реформа: в войсках греческих полисов появился новый вид войск — пельтасты, которые занимали промежуточное положение между тяжеловооружёнными гоплитами и лёгкой пехотой.
Со своими пельтастами Ификрат в 390 году до н. э. одержал победу при Лехее над спартанцами. Впервые прославленные спартанские тяжеловооружённые гоплиты были побеждены лёгкой пехотой. Их поражение имело также значительный моральный эффект, так как разрушало «ореол непобедимости». Афинские ораторы впоследствии считали сражение при Лехее одной из самых славных побед города наряду с битвами при Марафоне и Саламине. Сам Ификрат был удостоен высших почестей — обеда в пританее и медной статуи. Сражение при Лехее повлияло на развитие военного дела. Выявление слабых сторон греческой фаланги потребовало в дальнейшем изменения тактики боя.

## Биография

### Происхождение. Ранние годы
Ификрат родился в семье сапожника Тимофея из аттического города Рамнунт. В источниках приводятся разные даты рождения Ификрата. Авторы «Британники» датируют событие временем «около 418 года до н. э.» Два античных автора, Марк Юниан Юстин и Павел Орозий, при описании событий 393 года до н. э. утверждали, что Ификрату на тот момент было всего 20 лет. На этом основании датой рождения Ификрата также называют 413 год до н. э.
Свой первый подвиг Ификрат предположительно совершил во время морского сражения при Книде 394 года до н. э., когда он будучи раненым захватил в плен вражеского воина и отнёс его на свою трирему. В 393 году до н. э. он возглавил набранное на деньги Конона войско наёмников в Коринфе. В 392 году до н. э. в сражении у коринфских стен в составе союзной антиспартанской коалиции отряды Ификрата занимали правый восточный фланг. В этом сражении Ификрат потерпел поражение от 150 коринфских изгнанников. При описании событий 391 года до н. э. Ксенофонт упоминал отряд пельтастов, с которым Ификрат совершал рейды по Аркадии. Согласно античному историку, аркадские гоплиты боялись вступать в открытый бой с пельтастами, которые тоже избегали спартанских воинов.

### Битва при Лехее
В 390 году до н. э. в ходе Коринфской войны Ификрат с наёмниками находился в Коринфе, в то время как спартанцы и их союзники заняли западную Коринфскую гавань Лехей. Согласно давней традиции, союзный спартанцам отряд амиклейцев отправился домой, чтобы отпраздновать Гиакинфии. Военачальник спартанцев полемарх решил проводить амиклейцев до Сикиона с морой всадников и тяжеловооружённых воинов мимо крепости Коринфа. Затем он повернул назад с гоплитами, в то время как гиппармост с всадниками продолжил путь с амиклейцами. Ксенофонт отмечал, что решение полемарха возвращаться мимо Коринфа, в котором находилось множество вражеских воинов, с незначительными силами было, по меньшей мере, беспечным. Возможно, он понадеялся на то, что афиняне и их союзники не рискнут нападать на спартанцев на открытой местности. Возвращающуюся спартанскую пехоту заметили из крепости Коринфа стратег афинских гоплитов Каллий и военачальник афинских пельтастов Ификрат. Увидев, что спартанский отряд немногочислен, и при нём нет ни легковооружённых воинов, ни конницы, афиняне решились на атаку.
Каллий вывел гоплитов из Коринфа и выстроил их в боевой порядок, а пельтасты Ификрата напали на спартанцев и издалека забросали их дротиками. Спартанский военачальник приказал щитоносцам подобрать своих пострадавших и отнести их в Лехей, а части войска (воинам старшего возраста) преследовать противника. Однако тяжеловооружённые спартанские пехотинцы не могли причинить вреда более подвижным пельтастам, которые бегством спасались от наступавших спартанцев. Но стоило гоплитам остановиться, пельтасты немедленно атаковали их с фронта и забегали с флангов, бросая в них дротики. Гоплиты были вынуждены остановиться и отступить.
Потеряв несколько воинов в первой атаке, спартанский полемарх приказал следующему отряду из молодых воинов преследовать афинян, но результат оказался точно таким же: спартанская пехота несла потери, не в состоянии причинить противнику какой-либо урон.
Спартанцы уже потеряли значительную часть войска, когда им на помощь подоспела конница. Однако спартанские кавалеристы действовали нерешительно, опасаясь преследовать пельтастов, и несли потери наравне с гоплитами. Спартанцы становились всё малочисленнее, а афинские пельтасты — всё отважнее.
Спартанцы в полной растерянности отступили и заняли невысокий холм в двух стадиях от моря и 16—17 стадиях от Лехея. Лехейский гарнизон, заметив это, на лодках прибыл к ним на помощь. В это время появились тяжеловооружённые афинские пехотинцы Каллия, и этого оказалось достаточно, чтобы полностью деморализованные спартанцы обратились в бегство. Часть из них бросилась в море, а немногие спаслись в Лехее. Ксенофонт, описавший сражение, приводит численность погибших спартанцев в 250 человек; Диодор Сицилийский писал, что спартанцев «истребили в огромном количестве».
Битва, несмотря на отсутствие стратегического значения, имела значительный моральный эффект для спартанцев и остальных греков, так как поражение лакедемонян разрушило ореол их непобедимости в бою на открытой местности. По утверждению Корнелия Непота, вся Греция восприняла победу афинян «с радостью». Афинские ораторы впоследствии приводили сражение при Лехее в качестве примера самых славных побед города наряду с битвами при Марафоне и Саламине. Сам Ификрат был удостоен высших почестей — обеда в пританее и медной статуи.

### Афинский стратег
После битвы при Лехее Ификрат совершил рейд против флиунтцев, во время битвы с которыми его войско уничтожило триста горожан, а также против Сикиона, где под стенами города погибло 500 его защитников. Однако успехи Ификрата были нивелированы рейдом аргивян, которые смогли захватить коринфский акрополь. Согласно Диодору Сицилийскому, у Ификрата был план по возвращению города, но афиняне его не поддержали и отправили в отставку, передав командование войском Хабрию.
После возврата в Афины Ификрат был вскоре назначен командующим войсками, которые сражались на Херсонесе Фракийском у Геллеспонта, вместо погибшего Фрасибула. Там он смог устроить засаду у Абидоса и уничтожить спартанское войско вместе с гармостом Анаксибием.

### На службе у одрисского царя Котиса I
Корнелий Непот утверждал, что Ификрат восстановил на престоле одрисского царя Севта II. Время и обстоятельства этого события неизвестны. После смерти Севта II власть в Одрисском царстве получил Хебризельм. Впоследствии, он был убит и следующим царём стал Котис I. Возможно, наёмники Ификрата были той силой, которая помогла прийти ему к власти. В одном из списков сочинений Корнелия Непота вместо Севта указан Котис. Возможно, именно эта версия и является верной, а в канонический список кто-то из переписчиков первоначального текста внёс ошибку заменив «Котиса, сына Севта» Севтом. Большую часть своего правления новый одрисский царь был вынужден воевать с повстанцами в своём государстве. В этом ему со своими наёмниками помогал Ификрат, что нашло отображение в описании многочисленных военных хитростей, которые он использовал против фракийцев. Среди них присутствуют упоминания военных действий Ификрата против одрисов, что свидетельствует также о борьбе Котиса против титульного племени своего царства.
В 382—379 годах до н. э. Ификрат помогал македонскому царю Аминте III вернуть захваченные Олинфом земли, а также сохранить власть в противостоянии с поддерживаемым иллирийцами и олинфянами претендентом на трон Аргеем. Действия Ификрата были настолько успешными, что он был даже усыновлён македонским царём. В данной кампании Ификрат находился на службе у своего тестя Котиса, который счёл целесообразным помочь соседу в его войне с халкидянами. Возможно, решение Аминты III усыновить Ификрата было связано с желанием македонского царя породниться с одрисским царским домом, став «отцом» зятя Котиса (на момент усыновления Ификрат был женат на дочери или сестре одрисского царя).

### Египетская кампания
Около 379 года до н. э. персидский сатрап Фарнабаз отправил афинянам письмо с осуждением действий их соотечественника Хабрия, который командовал войсками в Египте, и просьбой заменить его на Ификрата. Афиняне пошли на встречу персам и заменили стратега. По мнению М. Парка, это свидетельствует о том, что будучи командиром наёмников, Ификрат оставался зависимым от решений своих сограждан. При анализе мотивов афинян по выполнению просьбы персов С. Хорнблоуэр выделил политический и экономический. На тот момент Афины были заинтересованы в мире и союзе с персами, а финансы города находились в плачевном состоянии. Отправка войска наёмников давала возможность заработать не только рядовым воинам, но и пополнить городской бюджет.
Ификрат во главе 20 тысяч наёмников присоединился к персидскому войску. Подготовка к походу заняла несколько лет. Диодор Сицилийский писал о недовольстве Ификрата. Согласно античному историку, афинский военачальнк сказал Фарнабазу, «что удивлён, что некто, кто настолько быстр в речах, может быть так нетороплив в действии. Фарнабаз ответил, что это всё потому, что он хозяин своего слова, но Царь хозяин его поступков».
В 373 году до н. э. персидское войско, усиленное греческими наёмниками под командованием Ификрата, выступило против Египта. Фараон Нектанеб постарался организовать оборону у Пелусия, однако персы перебросили силы морским путём в устье Нила и захватили Мендес. Вместо того, чтобы, как советовал Ификрат, как можно скорее атаковать Мемфис, персидские воины начали грабить страну. Фарнабаз даже отказался предоставить Ификрату его наёмников, так как «Фарнабазу стали подозрительны его смелость и мужество из страха, что он завладеет Египтом для себя». На это Ификрат сказал, что таким образом персы провалят всю кампанию. Время для успешной атаки было упущено, египтяне начали организовывать оборону столицы, а последующий разлив Нила заставил персов с потерями отступить.
В условиях, когда каждый военачальник обвинял другого в провале похода, Ификрат, чтобы не повторить судьбу Конона, подкупил капитана одного из кораблей и бежал в Афины. Фарнабаз, в свою очередь, отправил послов в Афины с обвинениями в адрес Ификрата. Афиняне обещали разобраться в ситуации и наказать Ификрата по заслугам, после чего избрали его главнокомандующим флота.

### После египетской кампании
На этом посту Ификрат смог собрать флот из около семидесяти кораблей, после чего отплыл по направлению к Керкире. Ксенофонт подробно описывал это плавание. Постоянные безостановочные интенсивные тренировки не только позволили обучить экипаж методам ведения боя, но и не замедлили движения эскадры. По пути к Керкире Ификрат захватил Кефалинию и узнал, что на остров движется эскадра сиракузских кораблей. Достигнув Керкиры, он устроил засаду и смог без потерь захватить все десять вражеских трирем. Впоследствии оказалось, что корабли везли дары в священные города Дельфы и в Олимпию. Ификрат, предварительно получив разрешение из Афин, распродал содержимое кораблей. Это стало причиной гнева со стороны сиракузского тирана Дионисия, который обвинил афинян в святотатстве.
После заключения мира в 371 году до н. э. афиняне приказали Ификрату вернуться домой, предварительно возвратив все захваченные города.
В 369 году до н. э. Ификрат был вновь избран стратегом, который возглавил войско, который афиняне направили на помощь спартанцам против Эпаминонда. Ификрат напал на беотийцев, однако те обратили афинян в бегство.
В 368—364 годах до н. э. Ификрат был отправлен на северное побережье Эгейского моря для военных действий против Амфиполя. Под его начальством в этот период времени находился другой известный командир наёмников Харидем. В это время в Македонии возник кризис престолонаследия после смерти Аминты III. По просьбе вдовы Аминты III Эвридики Ификрат встал на сторону Птолемея Алорита и помог изгнать претендента на македонский трон Павсания.
Несмотря на успешные действия в Македонии, основная цель экспедиции — захват Амфиполя — была провалена. Афиняне заменили военачальника. Новым командующим флотом стал Тимофей. После этого Ификрат перешёл на службу к своему родственнику одрисскому царю Котису. Возможно, решение Ификрата было связано с опасениями судебного разбирательства его действий в качестве стратега в Афинах. За свою службу Ификрат получил от Котиса во владение поселение Дрис неподалёку от Маронеи. Согласно Демосфену, военачальник был вынужден удалиться в этот город, когда Котис потребовал от него воевать против своих сограждан афинян. Он возглавил одно из сражений против соотечественников, однако после этого отказался служить одрисскому царю. Согласно Демосфену, «прибыть к вам [афинянам] он считал неудобным для себя — ведь он предпочел вам фракийца и варвара, а оставаться у фракийца, который, как он видел, столь пренебрежительно отнесся к его безопасности, Ификрат боялся».
Ификрат вернулся в Афины в начале Союзнической войны в 357 году до н. э. Во время Союзнической войны Ификрат, вместе с Тимофеем и сыном Менесфеем был выбран в коллегию стратегов на 356/355 год до н. э. В битве при Эмбате, сославшись на надвигающийся сильный шторм, они отказались начинать бой, поэтому Харес, оставшись без поддержки, потерпел поражение. Тот отправил в Афины обличительное донесение, которое было развито оратором Аристофонтом, сотрудничавшим с Харесом на протяжении ряда лет. Ификрату, как утверждает Исократ, был обвинён в измене. По замечанию Кудрявцевой Т. В., обвинение, по всей видимости, было выдвинуто в форме исангелии — жалобе о государственном преступлении — и последовало после отчёта стратегов. Ификрат с сыном Менесфеем был оправдан, а Тимофей оштрафован на громадную сумму в 100 талантов. Согласно Диодору Сицилийскому, на Ификрата наложили штраф. Согласно античной традиции, судьи убоялись фракийских ветеранов рядом с Ификратом, которые, по их мнению, могли бы поднять восстание. По мнению Т. В. Кудрявцевой, этот процесс стал одним из наиболее громких судебных разбирательств в Афинах IV века до н. э.
Предположительно, вскоре после судебного процесса Ификрат умер.

## Семья
В 389/388 году до н. э. Ификрат, согласно античным источникам, женился на дочери сына Севта II Котиса Фрессе. Свадебный пир, который поразил современников своей пышностью, был высмеян в комедии «Протесилай» Анаксандридом. По одной из версий, речь могла идти не о дочери, а о сестре Котиса и, соответственно, дочери Севта II. Котис, который пришёл к власти в 384 году до н. э., на момент свадьбы был слишком молод, чтобы иметь дочь замужнего возраста.
В этом браке родился сын Менесфей. Существует две версии относительно даты его рождения. по мнению канадского историка В. Хеккеля, родился около 381 года до н. э. У. Карштедт отмечал, что афиняне могли занимать пост стратега с 30-летнего возраста. Историк подчёркивал, что Менесфей впервые получил эту должность в 356 году до н. э. Учитывая, что брак Ификрата датируют первой половиной 380-х годов до н. э., то Менесфей родился около 386 года до н. э. Впоследствии, согласно Корнелию Непоту, когда его «однажды спросили, кого он больше почитает, мать или отца, тот ответил: мать. Всем это показалось странным, но юноша сказал: я сужу по заслугам; ведь отец, насколько это от него зависело, родил меня фракийцем, а мать, напротив — афинянином». Менесфей женился на дочери другого знаменитого афинского военачальника Тимофея. Возможно, брак формировал союз между стратегами. Отношения с Тимофеем у Ификрата были неоднозначными. Согласно Демосфену, Тимофей даже собирался подать на Ификрата в суд с требованием лишить того афинского гражданства. Данный фрагмент предполагает различные трактовки и гипотезы относительно характера обвинения и времени, когда Тимофей выступил с подобными намерениями. Остаётся неясной дата свадьбы Менесфея и дочери Тимофея.
Античные источники упоминают ещё одного сына Ификрата, также Ификрате. Он стал послом от Афин к персидскому царю к Дарию III. После того как Ификрат попал в плен к македонянам, Александр отнёсся к нему милостиво в память об его отце. Также у Ификрата, согласно данным эпиграфики, была дочь Ифидика, о жизни которой ничего неизвестно.

## Военная реформа
С именем Ификрата связана военная реформа пехоты. Достаточно подробно её описали Диодор Сицилийский и Корнелий Непот. Согласно античным источникам, Ификрат изменил традиционное вооружение тяжеловооружённых воинов-гоплитов. Вместо бронзовых кирас воины получили лёгкие полотняные панцири. Гоплон заменили более лёгким и меньшим по диаметру щитом-пелтой из кожи без наружного листа бронзы. Одновременно были удлинены меч и копьё, а также введена новая обувь — ификратиды. Возможно, они представляли собой закрытые сапоги фракийского типа, либо некий вид сандалий.
Греки считали пелту варварским видом оружия, так как её применяли фракийцы. Изначально пельтасты были дротикометателями, которые могли вести как дальний, так и при необходимости ближний бой. В дошедших до нашего времени источниках периода эллинизма пельтастов рассматривали в качестве некоего среднего вида войск между тяжело вооружёнными гоплитами и лёгкой пехотой. Ификрат изначально сформировал отряды пельтастов из наёмников, а не призванных на службу горожан. Кроме изменений в оружии и обмундировании, пельтастов отличала особая дисциплина. За счёт постоянных тренировок ификратовы пельтасты могли выполнять быстрые манёвры как отдельными отрядами, так и всем войском. Пельтасты имели несколько преимуществ по сравнению с тяжеловооружёнными гоплитами. Увеличение копья и меча позволяло им вступать в сражение с гоплитами. Уменьшение веса панциря и щита, а также появление удобной обуви, сделало их более мобильными. С появлением пельтастов сражения стали более динамичными. Фаланга гоплитов была крайне неповоротливой, её сила заключалась в неразрывности строя и единстве. Пельтасты, напротив, могли создавать отдельные мобильные единицы, совершать манёвры на поле боя, чтобы атаковать самые незащищённые места фаланги — фланги и тыл. При необходимости пельтасты могли сражаться как в сомкнутом, так и в рассыпном строю.
Уже при описании рейдов Ификрата по Аркадии во второй половине 390-х годов до н. э., Ксенофонт отмечал, что местные гоплиты боялись вступать в сражение с пелтастами. В то же время пелтасты избегали прямых столкновений со спартанцами. По мнению Г. Дельбрюка, этот фрагмент свидетельствует о хорошей подготовке спартанских гоплитов. Даже в тяжёлом вооружении они могли догнать пельтастов, которые сражались налегке.
Изначально афиняне не придавали большого значения новому виду войск. Об этом свидетельствует статус Ификрата «τών πελταστών άρχων» («руководитель над пельтастами»), а не «стратег», во время его первых сражений. После победы при Лехее ситуация изменилась, и пельтасты стали неотъемлемой частью греческих войск.

## Оценки
Диодор Сицилийский при описании военной реформы Ификрата отметил, что военачальник «отличался общей проницательностью и обладал исключительным природным гением ко всякого вида полезным изобретениям». Марк Юниан Юстин писал, что Ификрату впервые поручили командовать войском, когда ему было всего 20 лет. По мнению историка, «удивительная доблесть юного Ификрата не соответствовала его возрасту. У афинян до него среди такого количества великих вождей никогда еще не было полководца (imperatorem), на которого возлагались бы столь большие надежды и который так рано проявил бы свои дарования, и притом не только в полководческом, но и в ораторском искусстве.» Павел Орозий ограничился констатацией факта, что Ификрат «слабость возраста прикрывал зрелостью души».
О прижизненной славе выдающегося военачальника свидетельствует письмо Фарнабаза афинянам, в котором он просил прислать не дополнительные войска, а Ификрата. Это стало следствием его побед над спартанцами при Лехее, флиунтцами, а также Анаксибием.
Г. В. Штоль отметил сочетание храбрости и благоразумия у Ификрата, а также назвал его одним из последних великих афинских военачальников. В битвах Ификрат не избегал опасностей, но его действия не были безрассудными. Он заботился о потребностях рядовых воинов, но в то же время подвергал их постоянным изнурительным тренировкам. Согласно М. Парку, в античных источниках Ификрат предстаёт блюстителем дисциплины, который заботился о войске и поддерживал их боевой дух. По мнению историка, такая картина соответствует действительности. При оценке военной реформы Ификрата автор отмечал, что его изменения в военном деле касались преимущественно тактики боя, а не его стратегии. А. К. Нефёдкин охарактеризовал Ификрата как одного из наиболее известных военачальников своего времени. М. Харрис при оценке жизненного пути Ификрата отмечал его поражения, необходимость скрываться на чужбине, чтобы не предстать перед судом афинян. На этом основании историк считал Ификрата «неудачливым» военачальником.

### Исследования
- Анисимов К. А. Одрисский царь Котис I: литературный образ и биография // Исторический формат. — 2021. — Вып. 28, № 4. — С. 175—180. — ISSN 2411-9415.
- Анисимов К. А. Фракийский царь Котис I. Происхождение // Классическая и византийская традиция. Сборник материалов XVI международной научной конференции. — 2022. — С. 12—18.
- Борза Ю. История античной Македонии (до Александра Великого) / пер. с англ. М. М. Холода при участии А. Бодрова, О. и В. Иванцовых, 3. Барзах; научная ред. и вступ. статья М. М. Холода; приложения М. М. Холода, Э. Д. Фролова и Ю. Н. Кузьмина. — СПб.: Нестор-История, 2013. — 592 с. — (Историческая библиотека). — ISBN 978-5-44690-015-2.
- Дандамаев М. А.-К. Политическая история Ахеменидской державы / Утверждено к печати Ученым советом Института востоковедения Академии наук СССР. — М.: Главная редакция восточной литературы издательства «Наука», 1985.
- Дельбрюк Г. История военного искусства в рамках политической истории. — СПб.: Наука, 2001. — Т. I. Античный мир.

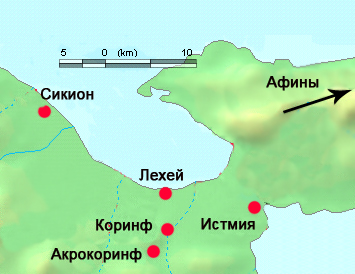
Карта Истмийского перешейка

- Кембриджская история древнего мира / под редакцией Д.-М. Льюиса, Дж. Бордмэна, С. Хорнблоуэра, М. Оствальда. Перевод, научное редактирование, примечания А. В. Зайкова. — М.: Ладомир, 2017. — Т. VI. Четвёртый век до нашей эры. Первый полутом. — 720 с. — ISBN 978-5-86218-545-4.
- Кудрявцева Т. В. Народный суд в демократических Афинах / ответственный редактор Э. Д. Фролов. — СПб.: Алетейя, 2008. — 464 с. — (Античная библиотека. Исследования). — ISBN 978-5-91419-091-7.
- Маринович Л. П. Греческое наёмничество IV в. до н.э. и кризис полиса / ответственный редактор К. К. Зельин. — М.: Наука, 1975.
- Нефёдкин А. К. Ификратовы пельтасты — перевооружённые гоплиты // PARABELLUM NOVUM: военно-исторический журнал. — 2018. — Вып. 41, № 8. — С. 18—28. — ISSN 2308-9423.
- Олмстед А. История Персидской империи / Пер. с англ. А. А. Карповой. — М.: ЗАО Центрполиграф, 2012. — 575 с. — ISBN 978-5-9524-4993-0.
- Парк Г. В. Греческие наёмники. «Псы войны» древней Эллады / Перевод книги Л. А. Игоревский. — М.: Центрполиграф, 2013. — 288 с. — ISBN 978-5-9524-5093-6.
- Разумов Н. В. Афинские стратеги первой половины IV в. до н. э. на иностранной службе // Известия Алтайского государственного университета. — 2014. — Т. 1, вып. 84, № 1. — С. 173—177. — ISSN 1561-9451. — doi:10.14258/izvasu(2014)4.1-29.
- Советская военная энциклопедия. — М.: Воениздат, 1979. — Т. 3.
- Штоль Г. В. 29. Ификрат, Хабрий и Тимофей Афинские // История Древней Греции в биографиях. — Смоленск: Русич, 2003. — 528 с. — ISBN 5-8138-0506-0.
- Davies J. K. Athenian Propertied Families 600—300 BC (англ.). — Oxford: Clarendon Press, 1971.
- Harris Edward M. Iphicrates at the Court of Cotys (англ.) // The American Journal of Philology. — The Johns Hopkins University Press, 1989. — Vol. 110, no. 2. — P. 264—271. — doi:10.2307/295177. — JSTOR 295177.
- Heckel W. Who's Who in the Age of Alexander and his Successors. From Chaironea to Ipsos (338—301 BC) (англ.). — Barnsley: Greenhill Books, 2021. — 554 p. — ISBN 978-1-78438-648-1.
- Kahrstedt U[нем.]. Iphikrates 1 // Paulys Realencyclopädie der classischen Altertumswissenschaft :  [нем.] / Georg Wissowa. — Stuttgart : J. B. Metzler’sche Verlagsbuchhandlung, 1916. — Bd. IX, 2. — Kol. 2019—2022.
- Kallet Lisa. Iphikrates, Timotheos, and Athens, 371-360 B.C. (англ.) // Greek, Roman, and Byzantine Studies[англ.]. — 1983. — Vol. 26, no. 3. — P. 239—251.